# ファンタジーゾーンII オパオパの涙
『ファンタジーゾーンII オパオパの涙』（ファンタジーゾーンツー オパオパのなみだ、FANTASY ZONE II The tears of OPA OPA）は、1987年8月1日に日本のセガから発売されたセガ・マークIII用横スクロールシューティングゲーム。北米と欧州ではセガ・マスターシステム用ソフトとして発売された。
同社のアーケードゲーム『ファンタジーゾーン』（1986年）の続編であり、前作同様の「任意方向のスクロール」「買い物によるパワーアップシステム」「やわらかい曲線とパステルカラーのグラフィック」に加え、家庭用ゲーム機ならではの様々な要素が追加された。 
開発はセガ第2研究開発部が行い、BGMの作曲は、同社の『ファンタシースター』（1987年）を手掛けた上保徳彦が担当。PSG音源の他、FM音源にも対応している。
様々な機種に移植された他（#他機種版を参照）、アーケード版である前作に近いリメイクも製作されており、本項で併せて記述する。

## ゲーム内容

### 前作との変更点
前作と比べ、以下の変更点が存在する。
- 1つのラウンドが複数の「ゾーン」に分かれており（ラウンド1〜2は3つ、3〜7は5つ）、特定の前線基地を破壊すると出現する青色（四角形）のワープゾーンにより、それぞれのゾーン間を移動するシステムになった。ワープゾーンの中で1つだけ存在する赤色（八角形）のワープゾーンを、全てのゾーンの前線基地を破壊した後にくぐることでボスの戦いとなる。ボスとの戦いでミスをした場合は通常のゾーンからの再開となり、即ボスとの再戦とはならない。
- ライフ制（本作では「パワーメーター (POWER)」で現される）が採用され、攻撃を受けても即残機を失うとは限らなくなっている。パワーメーターは最初は被弾で半分、体当たりで全て失う（即ミスとなる）程度の長さで、そこからパーツを購入することでメーターを伸ばしたり、失ったパワーを回復したりできる。
- ショップは飛来する風船ではなく、特定のゾーンの決まった場所に雲型のものが配置されており、何度でも入って買い物（および装備の変更）を行うことが可能。今作はショップによって品揃えが異なり、最初は見えておらず、弾を撃ち込むことで出現する隠しショップ（品揃えや価格が特殊）も存在する。
  - なお、ショップ以外でも、特定の場所に撃ち込むことで出現する隠しアイテムが、随所に配置されている。隠しアイテムはラウンド1と8を除く全ラウンドに配置されており、原則的には各ラウンド1つずつだが、ラウンド7のみ2つ配置されている。
- ボス以外の敵から得られるお金の種類が、倒すまでの時間に関係なく固定（金額はラウンド数も影響）となり、以下のようになっている。
  - 前線基地からの敵は1体倒すごとに小さなコイン（金額は「ラウンド数✕50」）
  - 編隊を組んで登場する敵は全滅させることで大きなコイン（これのみ金額がラウンド数の倍数ではない[注釈 1]）
  - 前線基地は新登場のお札（金額は「ラウンド数✕500」）
- ラスボスを倒した時に残機✕100万と残金✕10のボーナスが加算されるが、残機が無い状態だとボーナスが0になる。
- 前作は無限ループだったが、今作は1周エンドになっている。

これらの変更点は本作のみに留まり、以降に作成された続編・姉妹作には適用されていない。また、後に製作されたSYSTEM16風 リメイク版（以下「SYSTEM16版」と表記）も、初作に近いシステムに変更されている。

### 装備
オパオパ（自機）は、以下のパーツ（パワーアップアイテム）を装備する事が出来る。同系統のパーツは複数所有していても一度に1種類しか装備できず、ミスをすると非装備を含め全てのパーツを失うのは前作と同様。

#### SPEED UP（スピードアップ）
順番に自機の移動速度が増す。これらの装備は再購入時の値上がりは無い。前作のビッグウイングとジェットエンジンとの中間に、新たに「ノーマルエンジン」が追加された。
| スモールウイング SMALL WINGS   | スピードレベル1                | 初期装備 |
| ビッグウイング BIG WING        | スピードレベル2                | ＄800    |
| ノーマルエンジン NORMAL ENGINE | スピードレベル3 本作で新登場。 | ＄2000   |
| ジェットエンジン JET ENGINE    | スピードレベル4                | ＄5000   |
| ターボエンジン TURBO ENGINE    | スピードレベル5                | ＄10000  |
| ロケットエンジン ROCKET ENGINE | スピードレベル6                | ＄30000  |

#### WEAPON 1（ショット系武器）
ツインショットとビッグショット以外は時間制限があり、制限時間を過ぎるとツインショットに戻る。価格は初期状態。隠しショップで売られているものは価格が異なる事がある。
| ツインショット TWIN SHOT   | 自機の前方水平方向へ上下2発1組の弾を発射。 | 初期装備。 |
| ワイドビーム WIDE BEAM     | 自機の前方水平方向へ縦幅のあるアーチ状のビームを発射。 | ＄2000     |
| レーザービーム LASER BEAM  | 自機の前方水平方向へ一定の縦幅のあるレーザーを発射。 ボタン押しっぱなしで連続的に発射可能。 耐久力のある敵に対する貫通力はなく、システム上ではショットが高速で連射されているのと同等。 | ＄1600     |
| 3ウェイショット 3WAY SHOT  | 本作で新登場。 自機の前方へ3発1組の弾を扇状に発射。 広範囲への攻撃だけでなく、敵に接近して3発全弾当てれば、高いダメージを与えられる。 | ＄2500     |
| ビッグショット BIG SHOT    | 本作で新登場。 ツインショットの2倍の威力を持つ、大型のショットを発射。 時間制限がなく、ミス或いは任意で変更しない限り初期装備に戻る事はない。 | ＄5000     |
| 7ウェイショット 7WAY SHOT  | 自機の前方へ7発1組の弾を扇状に発射。 広範囲への攻撃だけでなく、敵に接近して7発全弾当てれば、高いダメージを与えられる。 | ＄4000     |
| ファイヤーボール FIRE BALL | 本作で新登場。 前方へ火の玉状の貫通弾を単発で発射。 自機が火の玉と同速度のスピードアップをしていれば、発射した弾の後をついて行くだけでその方向の同軸線上の敵を一掃出来る。 他のWEAPON 1より効果時間が短く、10秒間しかない（他のものは20秒間）。 ボム系武器の「ファイヤーボム」と効果はほぼ同様（弾体のグラフィックはまったく同じ）で、違いは弾数制限か時間制限かによる。 | ＄5000     |

#### WEAPON 2（ボム系武器）
弾数制限があるもの（10発まで保有可能。購入価格は1発の価格）は、全て撃ちつくすとシングルボムに戻る。価格は初期状態。隠しショップで売られているものは価格が異なる事がある。
| シングルボム SINGLE BOMB          | 小型のボムを1個ずつ投下。着弾するまで次のボムは発射出来ない。 | 初期装備。 |
| ツインボムズ TWIN BOMBS           | シングルボムを連続で2個まで投下出来る。弾数制限がなく、ミス或いは任意で変更しない限り初期装備に戻る事はない。 | ＄1200     |
| ビッグボム BIG BOMB               | 本作で新登場。 大型のボムを1個ずつ投下。威力はシングルボムの2倍で着弾するまで次のボムは発射出来ない。 ツインボムズと同様に弾数制限がなく、ミス或いは任意で変更しない限り初期装備に戻る事はない。                                              | ＄2000     |
| ツインビッグボムズ TWIN BIG BOMBS | 本作で新登場。 ビッグボムを連続で2個まで投下出来、ツインボムズと同様に弾数制限がなく、ミス或いは任意で変更しない限り初期装備に戻る事はない。                                                                                                  | ＄4800     |
| スマートボム SMART BOMBS          | 弾数制限あり。 瞬時に画面上の敵機・敵弾を消し去る（発射時にボムの弾体は出現せず、画面がフラッシュする）。 基地・ボスに対してはショット一発分のダメージとなる。 ファミリーコンピュータ版のみ、最終ボスを一撃で倒す事が出来るようになっている。 | ＄2000     |
| ファイヤーボム FIRE BOMB          | 弾数制限あり。 自機の前後水平方向へ火の玉状の貫通弾を発射し自機がボムと同速度のスピードアップをしていれば、発射したボムの後をついて行くだけでその方向の同軸線上の敵を一掃出来る。 ファミリーコンピュータ版では登場しない。                    | ＄2000     |
| ヘビーボム HEAVY BOMB             | 弾数制限あり。 分銅形の貫通弾が自機の真上（画面外）から垂直方向に落下し一部ボスにも有効。 効果は前作同様だが、弾体には "100t" と記されている。                                                                                                | ＄2000     |

#### その他
エキストラシップ以外は隠しショップでのみ購入可能。価格は初期状態で、前から順にラウンド3･5･6での価格。
EXTRA SHIP（エキストラシップ）＄5000
購入すると残機が1増える。本作で残機を増やす唯一の手段。1回限りだが6面の隠しショップでは＄100で購入可能（アーケード版(SYSTEM E版）では不可）。
AUTO BEAM（オートビーム）＄10000（アーケード版（SYSTEM E版）は15000）・30000・40000
本作で新登場。ショット系武器のオート連射が可能になる。
SHIELD（シールド）＄12000（アーケード版（SYSTEM E版）は30000）・24000・60000
本作で新登場。一定量敵の攻撃を耐えられるバリアが張られる。アーケード版（SYSTEM E版）は3面の隠しショップでのみ購入可能。
RED BOTTLE（レッドボトル）＄9000・18000・30000
本作で新登場。パワーメーターを伸ばす事が出来る。
BLUE BOTTLE（ブルーボトル）＄8000・15000・28000
本作で新登場。パワーが最大まで回復する。
CONTINUE GAME（コンティニューゲーム）＄20000
本作で新登場。ゲームオーバーになってもそのラウンドから再開することが可能となる。3面の隠しショップでのみ購入可能。

#### 隠しアイテム
特定の場所を攻撃すると出現。
赤壺
RED BOTTLEと同じ効果。ラウンド2・7で出現。
青壺
BLUE BOTTLEと同じ効果。ラウンド4・6で出現。
時計
時間制 WEAPON 1の使用時間を30秒増やす。ラウンド3・5・7で出現。

## 舞台設定
本作は、前作の10年後となるB・G1432年を舞台に、「ファンタジーゾーン」への新たな侵略を阻止すべく、再びオパオパが出撃するストーリーとなっている。前作の最後に現れたオパオパの父はその後再び行方不明となっており、新たな侵略者の正体といった謎も孕みつつ、ストーリーは進んでいく。

## ステージ構成
前線基地とボスの名前は、ファミリーコンピュータ版の移植の際につけられたもので、それまではボスや前線基地に名前は存在しなかった。
| ラウンド | 惑星名                    | 前線基地     | ボス         |
| -------- | ------------------------- | ------------ | ------------ |
| 1        | パスタリア (PASTARIA)     | マカロリン   | ウッドポール |
| 2        | サルカンド (SARCAND)      | プラクニカ   | ハンマルダ   |
| 3        | ヒヤリカ (HIYARIKA)       | カチコロン   | アイスバーン |
| 4        | ボーボー (BOW BOW)        | クエンマ     | ボムドラン   |
| 5        | チャプラン (CHAPRUN)      | ハイホーン   | ブーブマン   |
| 6        | フワリーク (FUWAREAK)     | パピカリーナ | アコードロン |
| 7        | スバーディアン (SBARDIAN) | アホーユー   | ハローリング |
| 8        | ウォルフィン (WOLFIN)     | -            | ???          |

## 登場キャラクター

### 敵キャラクター
本作の敵キャラクターは、出現するラウンドが決まっている（同一の敵が複数のラウンドに登場することはない）。
ラウンド1
- ヒュー - 前線基地から出現。台風に目をつけたような形の敵。Uの字を書くように飛んでくる。
- IDA-JR.（アイダジュニア） - 前作に登場したIDA-2を小さくような外見をした敵。画面の中央に向かって画面の4隅から4体で飛んでくる。
- ポッポ - 前作に登場したポッポーズを小さくし、羽を付けたような外見の敵。6機の逆三角形型の編隊を組み、上下に揺れながら飛んでくる。
- カメカ - 亀のような形状の敵。縦一列に6機の編隊を組み、速度を上げ下げしながら飛んでくる。
- ホッパー - 赤い球体に黄色の足がついた形の敵。6機の編隊を組み、常に跳び跳ねながら移動する。

ラウンド2
- コプタ - 前線基地から出現。水色のプロペラを持つ敵。上または下へUの字を書くように飛ぶ。
- ゴース - 目玉が付いたお化けのような形状の敵。4機の編隊を組んで飛んでくる。水平に一定距離進んだ後、真上または真下に方向を変える。
- ピョン - ピンク色のスライムの形状の敵。2体3組の編隊を組んで、2体が交互にジャンプするように進む。
- デン - 緑色の羊の頭に、羽がついた形の敵。上から3体ずつ現れ、左右に揺れて弾を撃ちながら落下する。
- ガバリン - 黄色のトドのような形状の敵。斜めに6体の編隊を組み、まっすぐ来てから速度を落として下降（または上昇）してくる。

ラウンド3
- アンクル -前線基地から出現。 メトロノームのような形状の敵。少しずつ速度を上げて左右に飛んでくる。
- ココ - 横から見たフラスコの形状の敵。6体の編隊を組み、上方または下方から飛んでくる。途中でUターンし、現れた方向の画面外へ去る。
- ドラ - 球体の体と頭を持つ、羽を持った形の敵。6体で一列の編隊を組み、緩いサインカーブを描いて飛行しながら弾を撃ってくる。
- マッポ - 楕円型のハッチと、内部に青い丸二つを持つ形の敵。6体でC字を書くように編隊を組み、少しずつ近づきながらハッチを開けて弾を撃ってくる。

ラウンド4
- スター - 前線基地から出現。富士山のような形の敵。垂直に落下して地面に着地した後、一定時間が経つとより速いスピードで画面上方へ跳んでゆく。
- ムーコロン - 前作に引き続き登場。黄色い体に短い手足がついた形の敵。上下に3体ずつ編隊を組み、飛びながら片方は上に向かって跳び、もう片方は下に向かって跳んでくる。
- パオー - ひし形に4つの四角形がついた形の敵。8体で扇形の編隊を組み、画面下方から現れ、中央に集結するように飛んでくる。
- ガーオ - 左右に緑色の顔がついた形の敵。上下に4体の編隊を組み、出現箇所から動かず一定間隔で左右斜め下に弾を撃った後、画面上方へ去る。

ラウンド5
- アーバー - 前線基地から出現。アメーバのような形の敵。こちらをゆっくりと追尾してくる。
- ビーコロ - 両面がピンク色と緑色のビー玉のような形の敵。6体の編隊を組み、円を書くように飛び、上下に去ってゆく。
- クルン - T字の形の敵。上に3体、下に2体の編隊を組み、こちらに向かって飛んでくる。速度が落ちてゆくと集結し、逆方向へ飛んで行く。
- ラーコ - 横から見たラッコのような形の敵。間隔を空けて左右に6体の編隊を組み、画面上方から地面へ落下し、その場で垂直に跳び跳ねながら弾を撃ってくる。しばらくすると跳び跳ねながら左右へ移動する。

ラウンド6
- ブル - 前線基地から出現。緑の顔を持つ敵。ゆっくり下降した後、こちらに高速で向かってくる。
- ウィン - 四角形の顔とひし形の足を持つ形の敵。6体で斜め一列の編隊を組み、弾を撃ちながら画面を高速で通過する。
- ロケトロン - 砲台に足をつけた形の敵。4体の編隊を組み、一定の位置で止まって放物線状に弾を撃ってくる。時間が経つと連続で弾を撃ち、飛び去ってゆく。
- メダ - 緑の眼球の形の敵。4体の編隊を組み、速度を上げながら円を書くように飛んでくる。
- チュービー - 横倒しの哺乳瓶のような形の敵。上下に2体ずつ編隊を組み、間隔を空けながら飛んでくる。

ラウンド7
- マグボール - 前線基地から出現。5つに分かれたカバーを持つ楕円型の敵。左右に移動し、飛び跳ねながらカバーを開けて弾を撃つ。
- ジッピー - 3段に分かれた台型の形の敵。7体の編隊を組み、高速で突撃してくる。一定の位置にくると急停止し、その後何度か左右に往復移動を行う。
- ジャバ - 楕円型の顔をドラム缶の中から少し出している形の敵。7体1組で画面下方から真上へ時間差で上昇してくる。
- ゴング - 球体に手足をつけ、上に赤い穴をつけた形の敵。4体で現れ、飛び跳ねてくる。飛び跳ねる高さは1体1体違う。

### ボスキャラクター
ラウンド1：ウッドポール
木の外見をしたボスキャラ。大量の丸太を後方から発生させる。
ラウンド2：ハンマルダ
だるま落としの外見をしたボスキャラ。左右に動き、口からハンマーを出して攻撃する。だるまの部分が破壊されるたび低くなっていく。
ラウンド3：アイスバーン
板状の氷塊に包まれた目玉のボスキャラ。目玉から氷を撃ってくる。攻撃を加えるごとに氷が徐々にひび割れてくる。
ラウンド4：ボムドラン
ドラゴンの姿をしたボスキャラ。空中を飛び回りながら火の玉を吐いてくる。ボスラッシュでは体を光らせて弾を撃つこともある。
ラウンド5：ブーブマン
仮面の姿をしたボスキャラ。オパオパに近づいて顔を膨らませたり縮ませたりする。
ラウンド6：アコードロン
5枚1組に積み重なった、板状のボスキャラ。左右に移動しながら各々の間隔を伸び縮みさせる。個々が破壊されても他が生きている限り、破壊された状態で残存する。
ラウンド7：ハローリング
顔のついた柱のボスキャラ。顔の部分を上下させながら柱を水平に回転させ、顔が前に来た時に大量の弾を口から吐き出す。柱自体も少しずつ近づいてくる。
ラウンド8：???
オパオパの外見をした敵の黒幕。外見や色はオパオパとほとんど変わらない。その正体は、幼年時代の戦争のストレスにより形成された末に「善」と「悪」に分かたれたオパオパの心の片割れ、すなわちオパオパの悪の心の化身である。
戦う前には4匹のネノン（虫）との戦いがある。固定されたパターンで糸を引きながら移動する（糸は通り抜け出来ない。また、4匹目はオパオパと垂直・水平方向のどちらかがオパオパと合ったら方向転換して追尾する）。
4匹すべて倒すともう一人のオパオパが現れ、ツインショット、シングルボムで攻撃してくる。ツインショットは攻撃を当てると貫通する。なおスピードアップは自機と同じ。

## 他機種版
| No. | タイトル                                                                    | 発売日                                   | 対応機種                                                     | 開発元                    | 発売元           | メディア                              | 型式                                    | 備考                                      |
| --- | --------------------------------------------------------------------------- | ---------------------------------------- | ------------------------------------------------------------ | ------------------------- | ---------------- | ------------------------------------- | --------------------------------------- | ----------------------------------------- |
| 1   | ファンタジーゾーンII オパオパの涙                                           | 1988年2月                                | アーケード                                                   | セガ第2研究開発部         | セガ             | 業務用基板                            | -                                       | システムE基板使用                         |
| 2   | ファンタジーゾーンII オパオパの涙                                           | 1988年12月20日                           | ファミリーコンピュータ                                       | サンリツ電気 ジャステック | サンソフト       | 2メガビットロムカセット               | SS12-5500                               |                                           |
| 3   | ファンタジーゾーンII オパオパの涙                                           | 1989年5月21日                            | MSX2                                                         | アトリエドゥーブル        | ポニーキャニオン | ロムカセット                          | R68Y5815                                |                                           |
| 4   | セガエイジス2500シリーズ Vol.33 ファンタジーゾーン コンプリートコレクション | 2008年9月11日                            | PlayStation 2                                                | M2                        | セガ             | DVD-ROM                               | SLPM-62780                              | セガ・マークIII版、アーケード版の移植     |
| 5   | ファンタジーゾーンII オパオパの涙                                           | 2009年1月13日 2009年6月29日 2009年5月8日 | Wii                                                          | セガ第2研究開発部         | セガ             | ダウンロード （バーチャルコンソール） | -                                       | セガ・マークIII版の移植                   |
| 6   | セガエイジス2500シリーズ Vol.33 ファンタジーゾーン コンプリートコレクション | 2014年4月16日                            | PlayStation 3 PlayStation Portable (PlayStation Network)     | M2                        | セガ             | ダウンロード                          | NPJD-00053                              | セガ・マークIII版、アーケード版の移植     |
| 7   | セガ3D復刻アーカイブス2                                                     | 2015年12月23日 2016年4月26日             | ニンテンドー3DS                                              | セガゲームス M2           | セガゲームス     | 3DSカード ダウンロード                | CTR-P-AK3J                              | セガ・マークIII版の移植                   |
| 8   | LOST JUDGMENT 裁かれざる記憶                                                | 2021年9月24日                            | PlayStation 4 PlayStation 5 Xbox One Xbox Series X/S         | セガ第一CS研究開発部      | セガ             | UHD BD-ROM                            | PLJM-16878（PS4版） ELJM-30067（PS5版） | マークIII版の移植 DLCミニゲームとして収録 |
| 9   | 龍が如く7外伝 名を消した男                                                  | 2023年11月9日                            | PlayStation 4 PlayStation 5 Xbox One Xbox Series X/S Windows | セガ第一CS研究開発部      | セガ             | BD-ROM ダウンロード                   | PS4 PLJM-17288 PS5 ELJM-30348           | マークIII版の移植 ミニゲームとして収録    |
| 10  | 龍が如く8外伝 Pirates in Hawaii                                             | INT 2025年2月21日                        | PlayStation 4 PlayStation 5 Xbox One Xbox Series X/S Windows | セガ第一CS研究開発部      | セガ             | BD-ROM ダウンロード                   | -                                       | マークIII版の移植 ミニゲームとして収録    |

アーケード版（SYSTEM E版）
パワーが残り時間（80と60の2種類あり）に差し替えられ（前作同様、攻撃を受けたら即ミス）、ラウンドクリア時に残量がスコアと所持金に加算される。加算されるスコアは1秒につき1000点、所持金は1秒につき＄50。
また、前作のレーダーが採用されている。BGMはPSG音源のものとなっている。
隠しショップの品揃えが大きく変更されており、RED BOTTLE・BLUE BOTTLE・CONTINUE GAMEと隠しアイテムが削除され、AUTO BEAMの初期価格とSHIELDの価格も変更されている。
基板の性能がマークⅢより向上しているため、処理速度（＝敵の弾速）が速くなっており難易度が上昇している。
なお、このゲームを実装していた基板 "SYSTEM E" にはセキュリティ対策として特殊なチップが搭載（詳細はセガ・マークIII#セガ・システムEの項目を参照）されていたため、PS2版の移植時には後述するような労苦があった。
ファミリーコンピュータ版
一部を除きBGMが短縮され、グラフィックの色数が削減されており、大きいコインの金額が「200Xラウンド数」になっている。また、それまで名称が存在しなかった前線基地とボスに名称がつけられた。
MSX2版
横方向のハードウェアスクロール機能がないにもかかわらず、MSXの "SET ADJUST" 機能を使用して画面全体をオフセットで横ずらしさせることで1ドットスクロールを実現している。その代償として画面両端のBGの書き換えが露見するという欠点がある。
また速度向上を目的にMSX2では表示制約の多い "SCREEN4"　を使用しているが、速度に無関係なタイトル画面もSCREEN4を使用している。
なおMSX-MUSICによるFM音源には対応しておらず、ソフトウェアポーズボタンも存在しない。
最後のボスラッシュは省略されている。画面に敵が突然現れるバグが存在し、意図的に回避する必要がある。
PlayStation 2版（PS2版）
『セガエイジス2500シリーズ Vol.33 ファンタジーゾーン コンプリートコレクション』にマークIII版とアーケード版が収録され、さらにオリジナルの収録タイトルとして「SYSTEM16風 リメイク版」が制作された。
アーケード版の移植に際しては、前述する特殊仕様の影響で発売から20年近く経った開発当時にはセガ本社内にも完動する基板はおろか開発時のデータも現存せず移植が絶望視されかけていたが、とある基板コレクターが所有する完動基板の提供により移植が実現した。
ニンテンドー3DS版
『セガ3D復刻アーカイブス2』にボーナスタイトルとして収録。簡易の3D処理が施され、レーダーと各ワープゾーンの行き先が表示されるようになった。前者はすべてのゾーンの残りの前線基地とショップ（出現後は隠しショップも含む）、さらにボスへのワープゾーンの位置も表示され、後者はワープゾーンの左上に番号のアイコンという形で表示される。どちらも設定で表示／非表示の切り替えが可能。BGMの音源はPSG／FMどちらも任意で選択可能。

## 評価
ファミリーコンピュータ版
ゲーム誌『ファミコン通信』の「クロスレビュー」では合計23点（満40点）、『ファミリーコンピュータMagazine』の読者投票による「ゲーム通信簿」での評価は以下の通りとなっており、19.48点（満30点）となっている。同誌1991年5月10日号特別付録の「ファミコンロムカセット オールカタログ」では、全体的な完成度に関しては「標準レベルの完成度」と評したが、敵キャラクターの動作やデザインに関しては「敵の動きやデザインがユニークでなかなか楽しめる」と肯定的に評価している。
| 項目 | キャラクタ | 音楽 | 操作性 | 熱中度 | お買得度 | オリジナリティ | 総合  |
| 得点 | 3.62       | 3.35 | 3.21   | 3.12   | 3.03     | 3.03           | 19.48 |

## SYSTEM16風 リメイク版
PlayStation 2『セガエイジス2500シリーズ Vol.33 ファンタジーゾーン コンプリートコレクション』のオリジナル収録ソフトとして制作された、家庭用向けに製作された『ファンタジーゾーンII』を同時期に使用されていたアーケード基板であるセガ・システム16の環境下でリメイクした作品。
実際にセガ・システム16上でも動作するように作られており、イベント用としてセガ・システム16に移植したものも存在する（ただし基板はシステム16Bにメモリを増設した独自の仕様となっている）。

### マークIII版からの変更点
「パワーメーターの廃止」「ボスが前線基地を全て破壊後に自動的に出現」「お札の削除」など、ゲーム全体が前作に近い仕様になっている他、以下の変更点がある。
グラフィック、BGMのリファイン
グラフィックやBGMは、前作のアーケード版に近いイメージに全面的にリファインされている。編曲、新曲の作成、およびドライバ制作は並木学が担当。
ボスキャラクターの変更
ウッドポール、ハンマルダ、アイスバーン、ブーブマンはマークIII版のデザインをベースに残しつつ攻撃バリエーションを増やしたものに、ボムドラン、アコードロン、ハローリングはデザイン自体や攻撃方法が全く異なるものに刷新された（ハローリングはそれに伴い名称も変更）。

ゾーンおよびワープゾーンの役割変更、マルチエンディング制
マークIII版では、1つのラウンドが複数のゾーンで構成されていたが、SYSTEM16版では「ブライトサイド(A-ZONE)」と「ダークサイド(B-ZONE)」の2つのゾーンのみという構成となっている。
ゲームスタート時はブライトサイドからスタートし、特定の前線基地を破壊することで出現するワープゾーンに入ることでダークサイドに移ることができる（ダークサイドからブライトサイドに移る時も同様）。前線基地の存在は両サイドで共有しており、両サイドそれぞれで基地を全滅させる必要はない。また、ワープゾーンは一度しか通れない（通ると消失する）ため、両サイド間を移動できる回数は限られている。
ダークサイドは敵の攻撃が激化し（特にボスは攻撃パターンが変化する）、通常ショップは出現せずシークレットショップのみ出現という制約・ハンデがある反面、敵を破壊した際に多くのお金を落としていく。ブライトサイドではこの逆となっている。またブライトサイドとダークサイドで惑星名も下表のように変化する。
| ラウンド | 惑星名                    | 惑星名                        | ボス                                                                             |
| ラウンド | ブライトサイド            | ダークサイド                  | ボス                                                                             |
| -------- | ------------------------- | ----------------------------- | -------------------------------------------------------------------------------- |
| 1        | パスタリア (PASTARIA)     | ポスタリア (POSTARIA)[注釈 5] | ウッドポール                                                                     |
| 2        | サルカンド (SARCAND)      | サルカルド (SARCARD)          | ハンマルダ                                                                       |
| 3        | ヒヤリカ (HIYARIKA)       | ヒヤリカン (HIYARICAN)        | アイスバーン                                                                     |
| 4        | ボーボー (BOW BOW)        | ヴォーヴォー (VOW VOW)        | ボムドラン                                                                       |
| 5        | チャプラン (CHAPRUN)      | カプリフタ (CAPRIFTA)         | ブーブマン                                                                       |
| 6        | フワリーク (FUWAREAK)     | フワリード (FUWAREAD)         | アコードロン                                                                     |
| 7        | スバーディアン (SBARDIAN) | スバーディアス (SBARDIUS)     | ハローリングス                                                                   |
| 8        | ウォルフィン (WOLFIN)     | ヴォルフィン (VOLFIN)         | ネノン ブライトオパ（ダークエンド） ダークオパ（ノーマルエンドorブライトエンド） |
このシステムは本作のストーリーにある「力の善悪の二面性」にも密接に関係しており、プレイ内容によって、オパオパの外見（色）が変わり、ひいてはエンディングが以下の3つに分岐するマルチエンディングとなっている。
- ブライトサイドのボスの撃破数が4体以上（ダークサイドの撃破数が4体未満）の場合「ダークエンド」
- ダークサイドのボスの撃破数が4体以上（ブライトサイドの撃破数が4体未満）の場合「ノーマルエンド」
- ノーマルエンドの条件を満たし、かつ特定のパーツを装備して最終ボス撃破時に使用すると「ブライトエンド」

エンディングによって残機や所持金のスコア換算率が変化する他、ダークエンドは次の周回が始まらずにゲームオーバーとなってしまう。
パーツの仕様の変更
- 弾数制限のあったWEAPON 2（ボム系武器）のパーツが、"WEAPON 3"という新たな系統に移動。WEAPON 2との同時装備が可能となり、また弾数制限がなくなった代わりに、ボムのボタン溜め撃ち（ボタンを押し続けゲージが一杯になったら放す）で使用するようになった。
- WEAPON 1（ショット系武器）のパーツを装備中に敵の攻撃を受けると、パーツが外れて無くなるだけでミスにならなくなった。なお、外れて落下するパーツはヘビーボムと同等の破壊力を持つ。

ショップ
3種類のショップが存在。
- パーツショップ - ブライトサイドにのみ登場。前作と同様、風船型の飛行物に接触すると入れる。ラウンドによって品揃えが異なる。
- シークレットショップ - ダークサイドにのみ登場。1ラウンドに1回、特定の地点にショットを打ち込むことで飛来する。品揃えや価格が特殊。
- エンジンショップ - ボス戦でミスした際の再スタート時に自動的に入る。スピードアップ系パーツのみを購入可能。

なお、最終ラウンドのみ前作同様、ラウンド開始時およびミス後の再スタート時にブライトサイド・ダークサイド問わず通常のパーツショップに入る。

### SYSTEM16版の装備

#### 追加された装備
TWIN BIG SHOT（ツインビッグショット）
WEAPON 1 の追加装備（マークIII版の「ビッグショット」と差し替わる形で追加）。ビッグショットと性能は同一（ツインショットの強化版）だが、時間制限がある。
TRIPLE BOMBS（トリプルボムズ）
WEAPON 2 の追加装備。シングルボムを連続で3個まで投下できる。ミスあるいは任意で変更しない限り初期装備に戻ることはない。
GRAVITY BOMB（グラビティボム）
WEAPON 3 の追加装備。弾体に "100t" と記された、ヘビーボムの強化版。
DROP TEARS（ドロップティアーズ）
WEAPON 3 の追加装備。涙滴状の弾を垂直方向に投下。最終ラウンドのショップでのみ販売。威力は皆無だがクリア後のエンディング変化に関わる。

#### 仕様変更された装備
SMART BOMB（スマートボム）
画面全体ではなく、自機の周囲にのみ爆風を発生させる。爆風は前線基地やボスに対しても連続的にダメージを与えることが出来る他、オリジナル版と同様に敵弾を消す事ができる。

#### 削除された装備
- SPEED UP - ノーマルエンジン
- WEAPON 1 - ビッグショット（ツインビッグショットに差し替え）
- WEAPON 2 - ビッグボム
- その他 - エクストラシップ以外の全て（オートビーム、シールド、レッドボトル、ブルーボトル、コンテニューゲーム）

### SYSTEM16版のボスキャラクター
マークIII版からの変更点のみ記述する。なお、ボス出現時に英字の名称が表示されるようになった。
ラウンド1：ウッドポール (WOODPOLE)
丸太の軌道が変化するようになり、ZONE-Aでは斜めに、ZONE-Bでは徐々に回転させながら動かしてくる。
ラウンド2：ハンマルダ (HANGMERUDIA)
左右のみならず上下にも動き回りながら、個々のダルマから貫通レーザーを発射する。また、ZONE-Bでは散発的にハンマーを出してくる。
ラウンド3：アイスバーン (ICEBURN)
氷を撃たない代わり、攻撃すると氷の板が砕け、目玉を中心に破壊不能の氷晶を大量に浮遊させる。一定時間経つと氷晶を集結させ、また氷の板へ戻る。
ラウンド4：ボムドラン (BOMBDRAN)
デザインが一新され、2本の触手から火柱の出る爆弾を出しながら攻撃する。ZONE-AとZONE-Bとでは外見と顔が少し違っている。
ラウンド5：ブーブマン (BUUBUUMAN)
顔の大きさが変化しない代わり、体当たりで攻撃した後に16個のパーツに分裂して、一斉に弾を撃ってくる。
パーツの中に1つだけ本物があり、偽物は攻撃しても消えるだけだが、本物は小さな顔が現れ、撃つ弾が3方向に変化する。
一定時間経過でパーツが（消えたものも含めて）合体し、元の大きさに戻る。
ラウンド6：アコードロン (ACCORDLON)
デザインが一新され、画面の上下部分を完全に専有する巨大な機械となり、上下方向から押しつぶしたり弾を撃ったりして攻撃する。
3DS版では画面比率の関係で左右に空きが生じたため、その部分も専有するようにパーツが追加された。
ラウンド7：ハローリングス (HALORINGS)
デザインが一新され、白色と黒色の2体の球となった（それに伴い名称も複数形となった）。白色が黒の渦を放出し、黒色がその渦を吸収した数に応じて弾を撃ってくる。
渦は吸収前に攻撃すると色が変化する。また、当たり判定は渦と弾にしかなく、2つの本体は接触してもすり抜けてしまう。
ラウンド8
最初に戦うネノン（虫）は、一部の出現位置が変わった他、3匹目は2体出現するようになった。
もう一人のオパオパは、ブライトエンドおよびノーマルエンドでは「ダークオパ」、ダークエンドでは「ブライトオパ」となり、ダークオパはカラーリングも暗くなっている。ツインショット、追尾ボム、光のリングで攻撃する。
このダークオパ／ブライトオパ戦のみ画面下にパワーメーターが表示され、メーターが空にならない限り、被弾してもミスにはならない（体当たりは除く）。

### 3DSへの移植
2014年7月16日に、ニンテンドー3DSダウンロード専用ソフトシリーズ「セガ3D復刻プロジェクト」のラインナップのひとつとして、このSYSTEM16版を立体視対応化して単体で移植、さらにオパオパの弟・ウパウパが主人公のスコアアタックモード「リンク・ループ・ランド」を追加した『3D ファンタジーゾーンIIダブル』が配信された。また、2015年12月23日発売の『セガ3D復刻アーカイブス2』にも、オリジナルのマークIII版（アレンジ移植）と合わせて収録されている。
本編の追加要素として、下画面に「現在の惑星名」「各ラウンド開始時に表示される英字のストーリーの和訳」「オパオパの状態（どのエンディングに向かうか）」が常に表示され、視認しやすくなっている。

#### リンク・ループ・ランド
『3D ファンタジーゾーンIIダブル』で追加の、エンドレスのスコアアタックモード（残機は0）。プレイヤーは、最初はウパウパのみ選択可能だが、本編で条件を満たすことでオパオパやダークオパも選択可能となる。ショップが出現しないため、プレイヤー毎に異なるそれぞれの初期装備から任意の装備変更は不可。
「前線基地を全滅させてボスを倒す」という流れは本編と同一だが（ラウンドクリア時にジングルがなく、即次のラウンドが始まる点は異なる）、1ラウンドの基地の数はラウンドが進むに従って多くなってゆく。ボスはどのラウンドでも同一で、このモードオリジナルのものが出現。円形の本体に複数の腕を持っており、腕の先端から様々な攻撃を行う（先端が弱点）。腕の本数や攻撃はラウンドが進むに連れ激化する。
どのプレイヤーも WEAPON 1 を初期装備として所持しているが、敵の攻撃を受けてパーツが外れると「リペアラー」が出現。接触することで再装備が可能。また、出現後一定時間経過させるとリペアラーは「フィーバルーン」（黄色い風船に "FEVER" と書かれている）に変化し、接触すると一定時間「フィーバータイム」となって強力な 12 WAY SHOT（トゥエルブウェイショット、自機の前方へ12発1組の弾を半円状に発射）を装備することができる（フィーバータイム終了で初期装備に戻る）。